# Negotiate with Love
Negotiate with Love è il primo singolo estratto dal secondo album di Rachel Stevens intitolato Come and Get It.
La canzone è scritta da A. Wollbeck, M. Lindblom, M. Nervo e O. Nervo e prodotta da Anders Wollbeck, Mattias Lindblom, Pete Hofmann.

## Il video
Nel video musicale di Negotiate with Love, Rachel entra nel suo appartamento e distrugge tutto ciò che ricorda il suo ex fidanzato. Nel video appaiono sei copie di Rachel e tutte cercano di liberarsi di tutte le memorie dell'ex fidanzato. Rachel nel video cerca anche di giocare a golf sul tavolo con alcune delle sue figurine. Il video è stato girato a Londra. I registi sono Harvey e Carolyn, il produttore è invece Kate Phillips. Rachel nel video è vestita con una gonna e una giacca blu. Durante il video Rachel si toglie la giacca rivelando una maglia rosa.

## Tracce
- CD Singolo 1

1. "Negotiate With Love" [Radio Edit]
2. "Some Girls" [Europa XL Radio Mix]

- CD Singolo 2

1. "Negotiate With Love" [Radio Edit]
2. "Negotiate With Love" [Love to Infinity Radio Edit]
3. "Queen"
4. "Intervista"
5. "Negotiate With Love" [CD-ROM Video]
6. "Negotiate With Love" [Karoke Video]
7. "Negotiate With Love" [PC Game]
8. "Negotiate With Love" [Ringtone]

## Classifiche
Il singolo è stato pubblicato il 28 marzo 2005 e ha venduto 12 500 copie nella sua prima settimana, con un massimo del numero 10 nelle classifiche britanniche. Il risultato di vendita finale fu di 35 000 copie.
| Chart (2005)              | Posizione |
| ------------------------- | --------- |
| Eurochart Hot 100 Singles | 53        |
| Irish Singles Chart       | 27        |
| Official Singles Chart    | 10        |
| World Airplay Top 100     | 49        |
| World Singles Top 100     | 53        |

## Andamento
| Settimana | 1  | 2  | 3  | 4  |
| Posizione | 27 | 30 | 35 | 41 |

| Settimana | 1  | 2  | 3  | 4  | 5  | 6  |
| Posizione | 10 | 20 | 31 | 40 | 47 | 70 |